# Joachim I. (Konstantinopel)

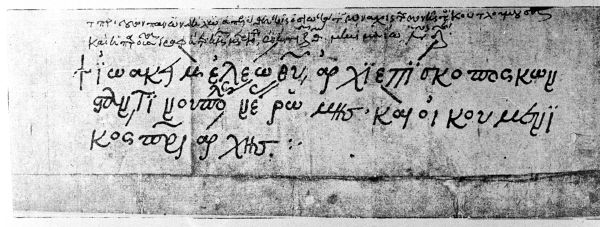
Unterschrift von Joachim I.

Joachim I. (griechisch Ιωακείμ Α΄) († 1504) war von 1498 bis 1502 sowie 1504 Patriarch von Konstantinopel.

## Leben
Über sein Leben gibt es nur wenig Nachrichten. Er war Metropolit von Drama, wahrscheinlich schon in jungem Alter. 1498 wurde er zum Patriarchen von Konstantinopel gewählt, nachdem sein Vorgänger Nephon II. auf Veranlassung von Sultan Bajesid II. entlassen worden war. Joachim hatte die Unterstützung von König Konstantin II. von Georgien. 1502 wurde auch er vom Sultan entlassen, weil er eine steinerne Kirche ohne dessen Genehmigung hatte bauen lassen.
1504 wurde er erneut gewählt, nachdem seine Unterstützer 3.500 Goldstücke gesammelt hatten, 500 mehr als für eine Wahl erforderlich waren. Die Fürsten Radu IV. der Walachei und Bogdan III. von Moldawien verweigerten jedoch ihre Unterstützung.
Joachim starb 1504 während eines Aufenthaltes in der Walachei. Er ist im Kloster Dealu in Târgoviște bestattet.